# 沙氏故居
29°39′48.37″N 121°41′28.50″E / 29.6634361°N 121.6912500°E
沙氏故居是浙江省宁波市境内一处人物故居，位于鄞州区塘溪镇沙村，是沙孟海、沙文求、沙文汉、史永（沙文威）、沙季同五兄弟的故居。房屋建于清光绪二十五年（1899年），建筑面积420平方米。房屋为二进四开间砖木二层楼房，坐北朝南，屋后有天井通后山。1983年秋由沙孟海将故居捐赠鄞县人民政府，改为“沙文求烈士故居”。沙文威去世后改为沙氏故居，2005年成为浙江省文物保护单位。